# TV Korschenbroich
Der Turnverein Korschenbroich 1900 e. V., kurz TV Korschenbroich, ist ein Sportverein aus der niederrheinischen Stadt Korschenbroich. Überregional bekannt ist der Verein heute vor allem durch seine Handballabteilung.

## Geschichte
Die Gründung des Vereins geht laut Festbuch zum 50-jährigen Bestehen auf den Gründungstag vom 15. August 1899 zurück. An diesem Tag soll die Satzung festgelegt und von 85 Gründungsmitgliedern bestätigt worden sein. Am 1. Januar 1900 wurde das erste Stiftungsfest gefeiert und es erfolgte die Aufnahme in die Deutsche Turnerschaft. Der Name des Vereins wurde mit „T.V.K. 1900“ festgelegt.

### Gründungsjahre
Die Protokolle aus der Frühzeit des Vereins führen aus:
„Der anfänglich auf reines Gerätturnen eingestellte Turnbetrieb wandte sich auch den leichtathletischen Übungen und dem Spiele auf dem Rasen zu. Die Einführung eines geordneten Spielbetriebes, Faust- und Schlagball, setzte 1910 ein. Zu diesem Zweck wurde eine zwei Morgen große Wiese gepachtet.“

### Die Weltkriege
Der Erste Weltkrieg stellte die Vereinsverantwortlichen vor einen Neuanfang, der dem Verein gelang. Die Turner nahmen wieder an Kreis-, Landesturnfesten und am Deutschen Turnfest 1933 in Stuttgart mit Erfolg teil.
Mit der Machtübernahme der Nazis 1933 begann auch in Korschenbroich die systematische Unterdrückung der jüdischen Bevölkerung. Das Schicksal des Korschenbroicher Jungen und TVK-Turners Kurt Winter, der einer ganz normalen jüdischen Bürgerfamilie entstammte und im Ghetto von Riga 1942 von der SS ermordet wurde, hat seine Frau Hilde Zander, die den Holocaust überlebte, in einem erschütternden Bericht niedergeschrieben.

### Nachkriegszeit
Die Zeit des Wiederaufbaus nach 1945 war im Verein zunächst geprägt vom Turnen. Mitte der 1950er Jahre verlagerten sich die Aktivitäten jedoch hin zur Leichtathletik. Sportler wie Günter Jennessen, Leo Lowitsch, Ludwig Hügen und Hans-Wolfgang Müllers erreichten Platzierungen auf Bezirks- und Landesebene sowie in der deutschen Bestenliste. Bei den Frauen war Marie-Luise Moers geb. Knepperges das Aushängeschild des Vereins.

### Zeitgeschichte
Mit den 1960er Jahren gewann der Handballsport immer mehr an Bedeutung. Die Sportart geht im TVK bis auf das Jahr 1931 zurück. Zunächst wurde Feldhandball gespielt. Mit dem Bau von Sporthallen in der Region hat sich ab Mitte der 1960er Jahre der Hallenhandball durchgesetzt.
Von 1976 bis 1989 wurde die Leichtathletik neu belebt und einige Erfolge der Jugendabteilung,  z. B. beim Bundeswettbewerb der Schulen  „Jugend trainiert für Olympia“, konnten erlangt werden. Auf Bestreben des ehemaligen Stadtdirektors und Förderers des Sports, Willi Esser, gründeten die Leichtathleten den eigenständigen Verein KLC Korschenbroich.
Nach dem Bau des Hallensportzentrums 1973 wurden zwei neue Abteilungen aufgebaut: Die Schwimm- und die Volleyballabteilung. Im Jahr 1990 gründete sich weiterhin die Abteilung Breitensport – zunächst mit einer Kinderturngruppe und einer Gymnastik- und Spielgruppe für Erwachsene. Nach kurzer Zeit wurde das Angebot mit Tanzen, Kinderturnen, Fitness, Badminton, Hobbyfußball und Nordic Walking erweitert.
Der TVK ist heute nach den Mitgliederzahlen der zweitgrößte Sportverein in der Stadt Korschenbroich.

### Vereinsvorsitzende
| Jahr | Vorsitzender des TVK |
| ---- | -------------------- |
| 1900 | Ferdinand Hintzen    |
| 1902 | Heinrich Hannen      |
| 1905 | Theodor Jammers      |
| 1910 | Hubert Baues         |
| 1914 | Theodor Jammers      |
| 1919 | Josef Thelen         |
| 1933 | Georg Weber          |
| 1948 | Jakob Scheulen       |
| 1952 | Heinz Hartges        |
| 1969 | Karl Hasselkuß       |
| 1989 | Manfred Jungbluth    |
| 1997 | Paul Otten           |
| 2018 | Ulrich Böttges       |
| 2023 | Manfred Moers        |

## Aktuelle Sportabteilungen

### Handball
Die erste Männermannschaft spielt in der [3. Liga (Handball)|3. Liga Süd-West]. Größte bisherigen Erfolge sind die beiden Aufstiege in die 2. Handball-Bundesliga 2007 und 2009. Neben der ersten Männermannschaft hat der TV Korschenbroich noch insgesamt 17 weitere Handballmannschaften, davon 15 Jugendmannschaften. Die erste Frauenmannschaft spielt in der Bezirksoberliga.
In der Saison 2008/09 wurde die erste Männermannschaft mit 60:0 Punkten Westdeutscher Meister und stieg in die 2. Handball-Bundesliga auf. In der Saison 2007/08 war die Mannschaft als 17. aus der zweiten Liga abgestiegen. Wirtschaftliche Träger der 1. Herrenmannschaft die TVK Handball GmbH & Co. KG.
Aktuell trainiert Frank Berblinger das Hand-Ball-Herz-Team. 
Die Heimspiele werden in der Korschenbroicher Waldsporthalle ausgetragen. Geschäftsführer war Peter Irmen. Als Berater im Management und für den Bereich Marketing/Sponsoring agierte Kai Faltin. Bis zur Saison 2008/2009 zeichnete sich der diplomierte Sportlehrer noch durch seine Tore als Spieler der ersten Mannschaft aus und gehörte zum historischen Bundesliga-Aufstiegsteam 2007. Ab 2011 übernahm Kai Faltin zusätzlich das Amt des Managers und Sportlichen Leiters.
Im Februar 2012 entschieden die Geschäftsführung und die Gesellschafter der TVK Handball GmbH & Co. KG, den Antrag auf die Erteilung einer Lizenz für die 2. Handball-Bundesliga in der Saison 2012/13 zurückzuziehen und in der nächsten Saison in der 3. Liga anzutreten.
Am 1. Juni 2014 wurde über das Vermögen der TVK Handball GmbH & Co. KG wegen Zahlungsunfähigkeit und Überschuldung ein Insolvenzverfahren eröffnet.
Am 1. Juli 2018 wurde die TV Korschenbroich 1900 UG als wirtschaftlicher Träger der Ersten Herrenmannschaft gegründet. 2024 stieg der TV Korschenbroich als Meister der Regionalliga Nordrhein in die 3. Liga auf.

#### Bisherige Platzierungen
| Saison  |
| 2024/25 |
| 2023/24 |
| 2022/23 |
| 2021/22 |
| 2020/21 |
| 2019/20 |
| 2018/19 |
| 2017/18 |
| 2016/17 |
| 2015/16 |
| 2014/15 |
| 2013/14 |
| 2012/13 |
| 2011/12 |
| 2010/11 |
| 2009/10 |
| 2008/09 |
| 2007/08 |
| 2006/07 |
| 2005/06 |
| 2004/05 |
| 2003/04 |
| 2002/03 |
| 2001/02 |
| 2000/01 |

| Platzierung |
| 15. Platz   |
| Meister     |
| 2. Platz    |
| 3. Platz    |
| 6. Platz    |
| 3. Platz    |
| 4. Platz    |
| 16. Platz   |
| 12. Platz   |
| 5. Platz    |
| 6. Platz    |
| 4. Platz    |
| 7. Platz    |
| 18. Platz   |
| 6. Platz    |
| 9. Platz    |
| Meister     |
| 17. Platz   |
| Meister     |
| 3. Platz    |
| 11. Platz   |
| 9. Platz    |
| 11. Platz   |
| 13. Platz   |
| 13. Platz   |

| Handball-Liga                 |
| 3. Liga Süd-West (Abstieg)    |
| Nordrheinliga (Aufstieg)      |
| Nordrheinliga                 |
| Nordrheinliga                 |
| Nordrheinliga (Saisonabbruch) |
| Nordrheinliga (Saisonabbruch) |
| Nordrheinliga                 |
| 3. Liga West (Abstieg)        |
| 3. Liga West                  |
| 3. Liga West                  |
| 3. Liga West                  |
| 3. Liga West                  |
| 3. Liga West                  |
| 2. Bundesliga Süd (Abstieg)   |
| 2. Bundesliga Süd             |
| 2. Bundesliga Süd             |
| Regionalliga West (Aufstieg)  |
| 2. Bundesliga Süd (Abstieg)   |
| Regionalliga West (Aufstieg)  |
| Regionalliga West             |
| Regionalliga West             |
| Regionalliga West             |
| Regionalliga West             |
| Regionalliga West             |
| Regionalliga West             |

### Andere Abteilungen
Außer der Handballabteilung hat der TV Korschenbroich noch eine Volleyball-, eine Schwimm- und eine Breitensportabteilung.